# 張聯奎 (萬曆進士)
張聯奎（1565年—1624年），號映宇，四川敘州府富順縣人，明朝政治人物。治《詩經》四房。

## 生平
乙丑四月十六日生。萬曆十九年（1591年）辛卯科四川鄉試舉人。萬曆二十年（1592年），登壬辰科第三甲第一百九十四名進士。工部觀政，二十一年初授江西浮梁县知县，万历二十六年起補莆田县知县，三十一年擢户部主事，三十二年管太仓银库，三十四年差湖廣监兑，三十六年升员外郎，出为廣平府知府。三十八年考察調簡，本年補平凉府知府，四十三年二月升陝西神木道副使，十一月以才疏被劾调任，遂称病辞官。

## 家族
祖父張繼和；父張可名，生员。